# 兰特别墅

兰特别墅（Villa Lante）是一座风格主义园林，位于意大利中部维泰博的巴尼亚兰（Bagnaia）区，是贾科莫·巴罗齐·达·维尼奥拉的作品。

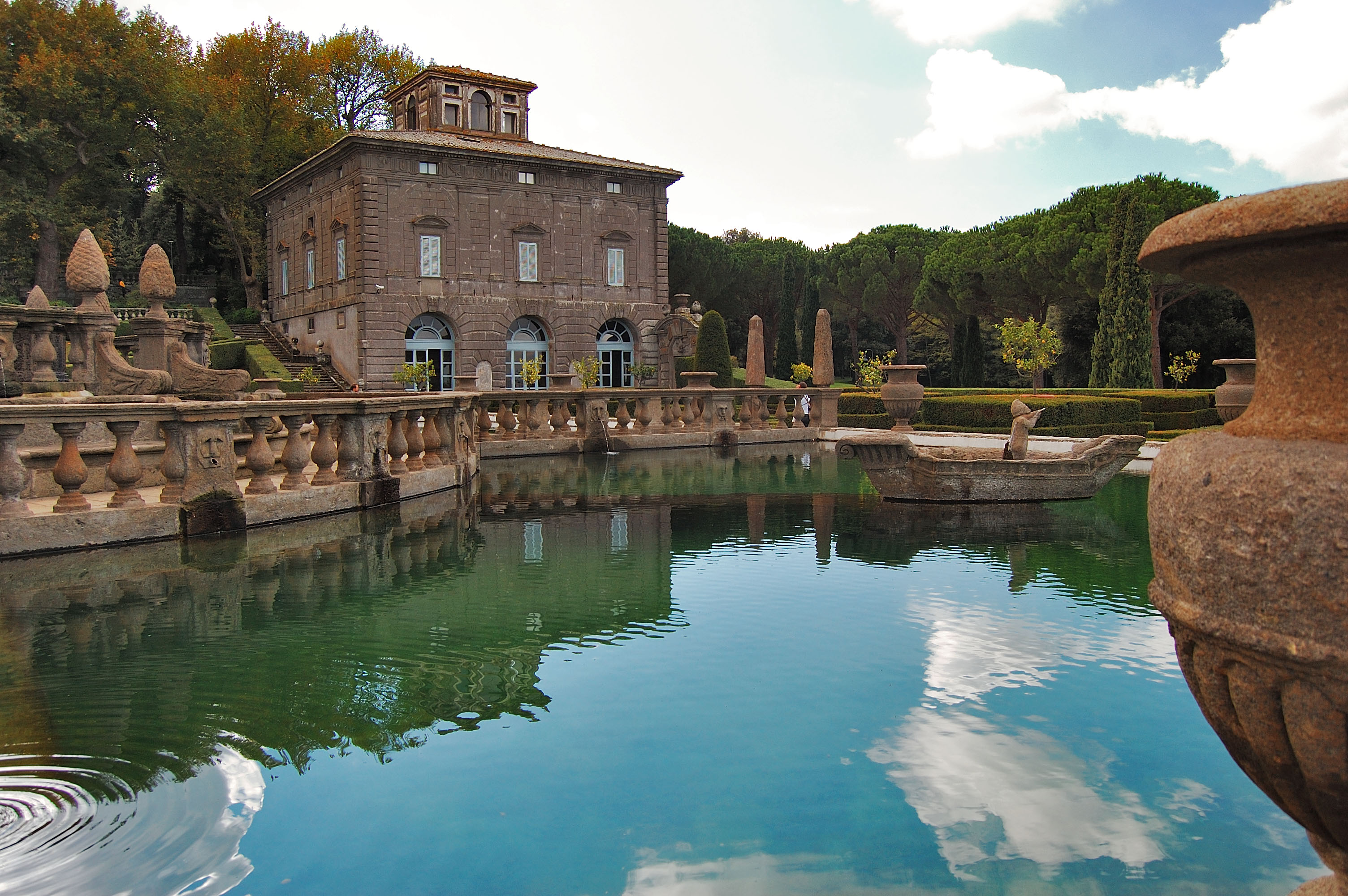
'

目前是意大利共和国的产业，自2014年12月起由Polo Museale del Lazio管理。

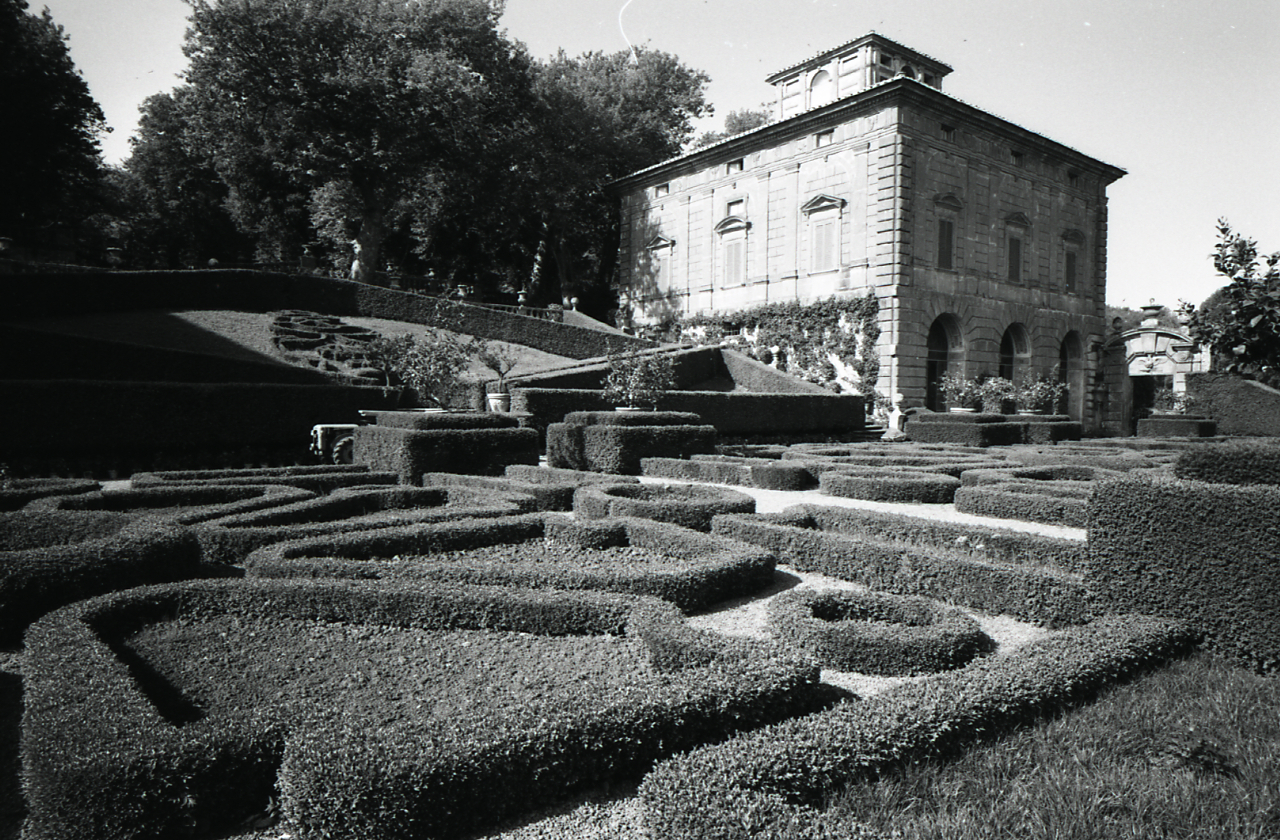

兰特别墅是1566年，由枢机主教吉安弗朗切斯科·甘巴拉委托维尼奥拉设计。第一座建筑和花园很快就完工了，但工程随后一直停滞。甘巴拉于1587年去世，由教宗思道五世17岁的侄子亚历山德罗·佩雷蒂·迪·蒙塔尔托枢机接任维泰博宗座署理。正是这位年轻人完成了这项工程，建造了第二座建筑。 两座建筑在壁画上差异很大：甘巴拉的壁画描绘风景，色彩极为华丽；突出建筑细节；而较晚的蒙塔尔托壁画风格更为古典，结合了壁画和石膏雕塑的组合, 几乎视觉陷阱。
直到建成一百年后的17世纪，兰特别墅为博马尔佐公爵收购以后。才变得如此出名。1656年兰特别墅的最后一位枢机主教去世后，归属伊波利托·兰特公爵的家族。在19世纪，一位美国籍的公爵夫人，纽约州托马斯·戴维斯的女儿复兴家族。
1944年，罗马沦陷后，盟军的轰炸严重破坏了花园和建筑。在20世纪后期，安杰洛·坎洛尼博士收购并修复别墅。它现在是意大利大型花园推广组织成员。

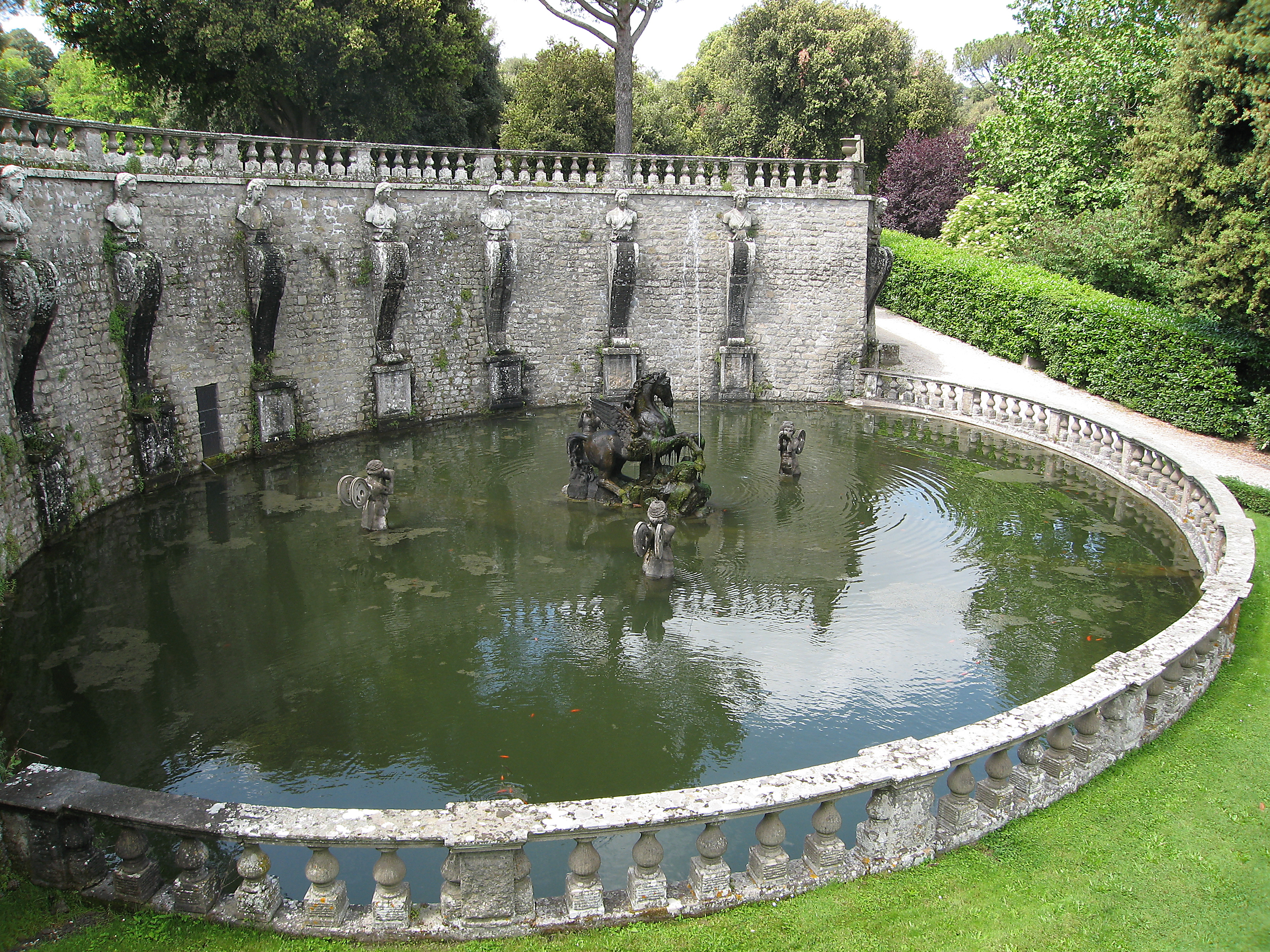

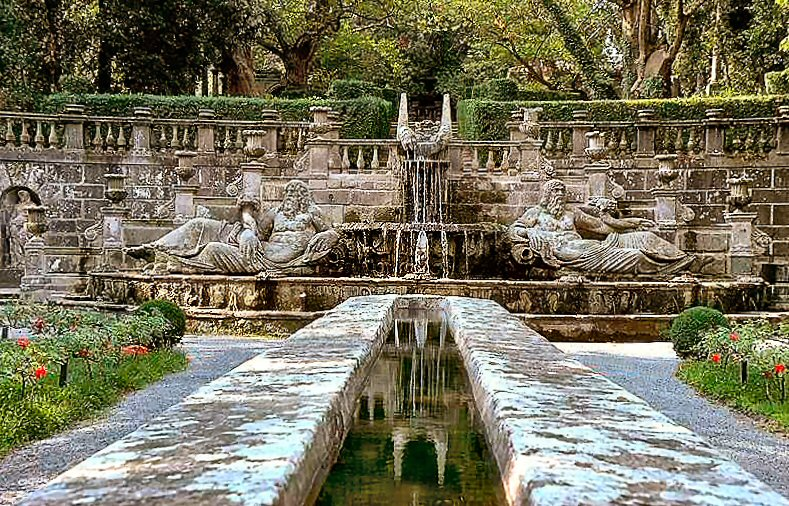